# 안젤만 증후군
안젤만 증후군(Angelman syndrome, AS)은 주로 신경계에 영향을 미치는 유전 질환이다. 주된 증상은 소두증과 지적 장애, 발달 장애, 발화 장애, 평형감 이상 및 여러 운동 장애와 수면 장애가 있다. 이 증상을 가진 어린이는 늘 행복한 감정을 느끼며 물에 특별한 관심을 보이며, 생후 1년 무렵이면 진단이 가능하다.
안젤만 증후군은 유전자의 돌연변이가 원인이다. 양 부모중 어머니로부터 받은 15번 염색체에 이상이 있을 경우 발생하며 대개는 UBE3A 유전자의 문제 때문에 발병한다. 때때로 아버지에게서 두 개의 15번 염색체를 유전받고 어머니로부터는 받지 않은 경우에도 발병할 수 있다. 이 경우엔 유전체각인 과정에 의해 기능이 비활성화 된 유전자로 변형된다. 엔젤만 증후군의 발병 원인은 유전자 검사를 통해 진단할 수 있다.
안젤만 증후군의 완치 방법은 밝혀지지 않았다. 안젤만 증후군은 일반적으로 대증적 방법으로 치료한다. 운동 이상에 따른 경련을 방지하기 위해 항경련제가 쓰인다. 걷기 활동을 돕기 위해 물리치료와 보조 기구가 쓰인다. 나타나는 증상에 적절한 대증적 요법으로 치료해주면 일반인의 평균 수명에 근접하게 살 수 있다.
발병율은 12,000 - 20,000 명 당 1 명 꼴이고 남녀에 따른 발병률 차이는 없다. 병명은 영국의 소아과 의사 헨리 안젤만의 이름에서 따왔다. 그는 1965년 처음으로 이 증후군을 규정하였다. 예전에는 "행복한 꼭두각시 증후군"이라고 불렸는데 경멸의 의미가 포함되어 지금은 쓰이지 않는다. 15번 염색체와 관련한 다른 유전 질환으로는 아버지쪽에서 받은 15번 염색체의 이상으로 발생하는 프라더-윌리 증후군이 있다.

## 증상
엔젤만 증후군의 증상으로는 다음과 같은 것들이 알려져 있다.

### 언제나 발현 (100%)
- 발달 지체, 중증 기능 장애
- 발화 장애, 낱말을 전혀 사용하지 못하거나 극히 적은 수만 사용함; 동사를 사용하지 않는 소통
- 운동 장애 또는 균형 장애, 운동실조나 사지 경련
- 독특한 행동: 급작스래 터뜨리는 웃음이나 미소, 행복이 넘치는듯한 행동, 쉽게 흥분함, 자주 박수를 치는 행동, 과잉된 행동, 주의 집중 시간이 짧음

### 자주 (80% 이상)
- 머리 둘레 성장의 지체 및 불균형 발달, 2세 이후 진행되는 소두증의 원인이 됨
- 일반적으로 3세 전후로 시작되는 발작
- 완만한 경사의 독특한 패턴을 보이는 뇌파

### 종종 (20–80%)
- 사시
- 색소 침착 피부와 눈
- 혀 밀어 넣기; 빨거나 삼키는 장애
- 다발성 근위부 반사 신경
- 유아기에 섭식 장애로 체중 증가가 더딤
- 걷는 동안 팔을 휘감음
- 팔이 휨
- 열에 대한 감도 증가
- 넓은 입, 넓은 간격의 치아
- 수면 장애
- 잦은 침 흘림, 튀어 나온 혀
- 물에 특별한 관심
- 과도한 씹는 행위
- 머리 뒤편이 평평함.
- 부드러운 손바닥

## 병리학적 특징

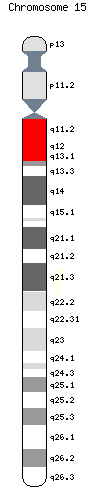
15번 염색체

엔젤만 증후군의 원인은 어머니로부터 받은 15번 염색체의 유전자 결손이다. 다른 원인으로는 단친 이염색체성으로 인해 아버지로부터만 15번 염색체를 받는 경우나 염색체 전좌로 인해 유전자가 변형된 경우, 또는 점돌연변이로 유전자 자체가 손상된 경우 등이 있다. 건강한 사람의 경우 양 부모로부터 하나 씩 15번 염색체를 받지만 엔젤만 증후군 환자의 경우 유전 양상은 보다 복잡하다. 유전체각인은 DNA 메틸화를 수반하는 생화학 메커니즘으로 UBE3A유전자가 메틸화된 대립유전자의 유비퀴틴 경로 일부가 기능을 상실하여 비활성화되면서 뇌의 발달에 영향을 주게 된다. 특히 해마체와 소뇌의 형성에 관여하는 유전자가 결손되어 엔젤만 증후군이 발병하게 된다. 한편 아버지쪽에서 물려받은 15번 염색체의 다른 부위에 돌연변이가 발생하면 프래더-윌리 증후군이 발병한다. 유전자 검사에서 UBE3A의 메틸화가 검출되면 엔젤만 증후군으로 판정하며 이웃한 SNRPN 유전자의 메틸화도 관련이 있다.

## 치료
엔젤만 증후군은 완치의 방법이 없다. 발작에 대해서는 항경련제를 사용하여 억제하지만 개인에 따라 다양한 장애 증상이 있기 때문에 일관된 치료법 보다는 개별 증상에 따른 대증적 치료법을 선택하게 된다.
엔젤만 증후군 환자는 일반적으로 행복한 감정을 느끼며 사람들과 접촉하는 것을 좋아한다. 언어 발달 장애가 있어 사용할 수 있는 단어가 매우 제한적이다. 심한 경우 5-10 단어만을 구사할 수 있기도 한다.

## 예후
엔젤만 증후군의 발병 정도는 사람마다 매우 큰 격차를 보인다. 그러나 모두 운동 장애와 언어 장애가 수반되기 때문에 조기 진단과 개별적 치료가 필요하다. 예후는 치료 시작 시기와 관련이 깊다. 이차 성징은 정상적인 경우와 비슷하게 나타나 사춘기가 시작되고 월경을 겪지만 성적 발달 역시 개인적 차가 크다. 엔젤만 증후군 여성이 출산한 자녀는 다시 엔젤만 증후군을 보일 가능성이 높다.
엔젤만 증후군은 운동 장애와 균형감 장애를 동반하는 경우가 많아 삶에 필요한 기술 습득에 도움이 필요하다. 손놀림에 제약이 커서 옷은 단추나 지퍼가 없는 것이 좋다. 어른이 되면 대부분 식기를 사용하여 식사를 할 수 있다. 증후군에 의한 장애를 제외하면 다른 건강 상태에는 문제가 없기 때문에 평균적인 수명을 살 수 있지만 어른이 되어 치의과적인 문제를 보이거나 척추측만증을 앓는 경우가 있다. 독특한 행동 때문에 사회 생활에 문제가 되는 경우가 있지만 극복할 수 없는 것은 아니다.

## 유병율
엔젤만 증후군의 세계 전체 유병율은 집계되어 있지 않지만 덴마크의 경우 8세 아동을 대상으로 45,000명 당 1 명으로 집계되었고, 스웨덴의 경우엔 20,000 명 당 1 명으로 집계된 바 있다. 한편 덴마크의 다른 연구에선 10,000 명 당 1 명으로 보고하였다.

## 역사

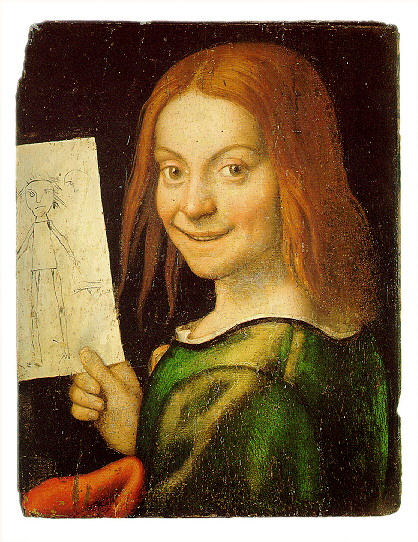
"꼭두각시와 소년" 또는 "그림을 그리는 소년"으로 알려진 지오바니 프란체스코 카로토의 그림.

잉글랜드의 워링턴에서 소아과 의사로 일하였던 헨리 엔젤만은 1965년 세 명의 어린이를 검사하고 이 증후군의 특징을 기술하였다. 엔젤만은 휴가 중에 이탈리아를 방문하여 카로토의 그림을 보고 자신이 진찰한 어린이들과 같은 특징을 발견하였고 이 증후군을 "꼭두각시 어린이"라고 이름지었다.
미국에서는 1980년대 초 처음으로 학계에 보고되었다. 1987년 15번 염색체 이상이 병의 원인으로 확인되었다.